# Praha-Modřany (nádraží)
Praha-Modřany je železniční stanice v Modřanech na adrese K Modřanskému nádraží 222/2, na trati číslo 210 z Prahy do Čerčan a Dobříše. Od roku 1995 je využívána již pouze k nákladní dopravě, osobní vlaky zde nezastavují.

## Historie
Nádraží bylo hlavovou stanicí původní tratě z Vršovic do Modřan, která byla za modřanským nádražím zaústěna do cukrovaru. Po uvedení do provozu v roce 1882 mělo nádraží tři koleje a původní nádražní budova byla jednopatrová, podobná budově nádraží Praha-Braník. Do nádraží bylo zaústěno 10 vlečných tratí z nově vznikajících podniků, včetně jedné úzkorozchodné.
Nádražní budova tak, jak stojí v současnosti, je zachycena na dobových fotografiích už z roku 1910. Jedná se o historickou budovu, která tu stojí v nezměněné podobě už nejméně 110 let. V pozdějších letech  žádná významnější rekonstrukce budovy neproběhla.

## Současnost

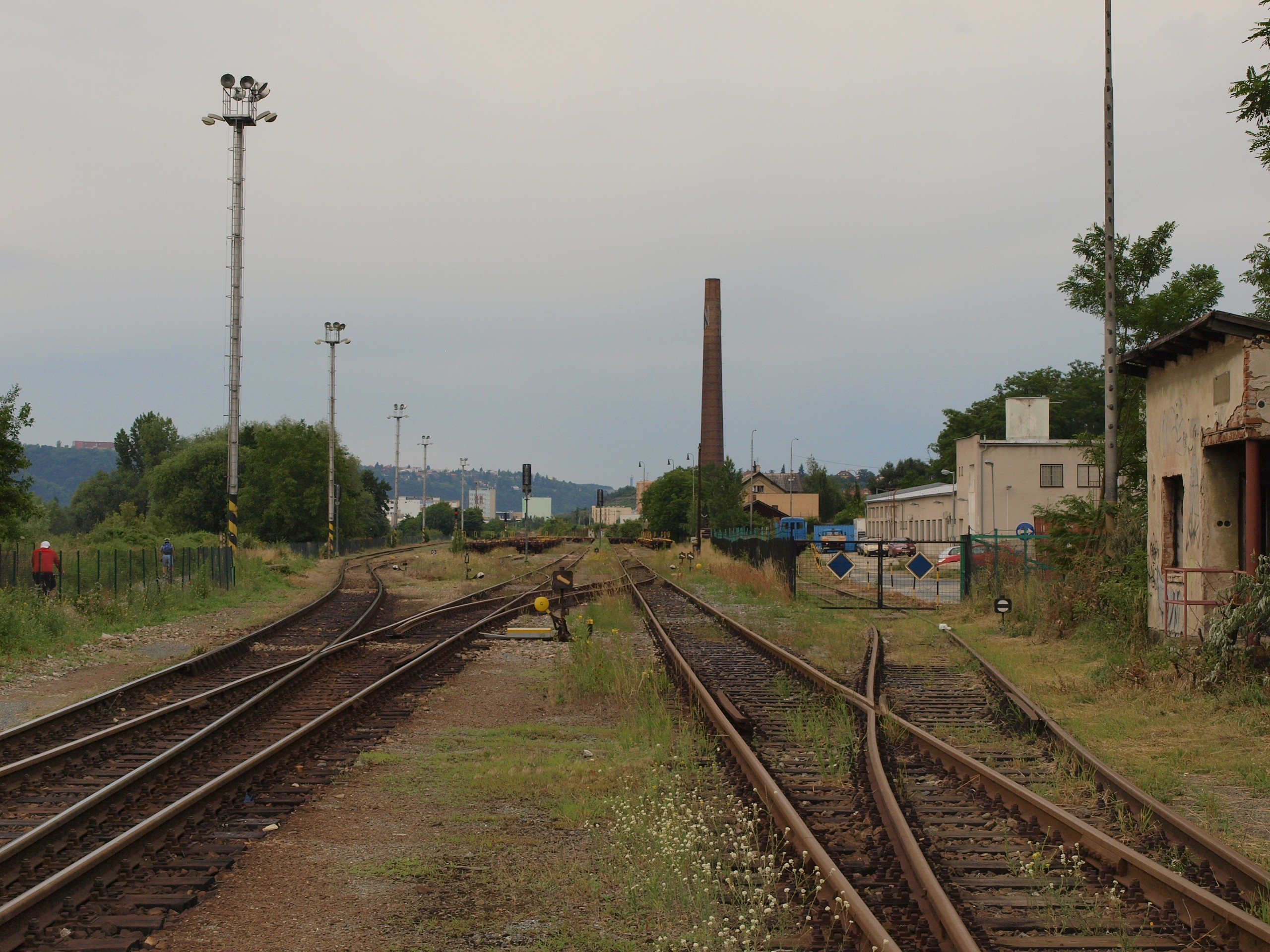
Pohled do stanice z komořanského zhlaví

V roce 1991 při překládání traťového úseku k Braníku kvůli stavbě tramvajové trati do Modřan bylo nádraží rekonstruováno a rozšířeno na osm kolejí. V roce 1995 přestalo být nádraží využíváno k osobní dopravě a bylo nahrazeno přilehlými zastávkami Praha-Modřany zastávka a nově vystavěnou Praha-Komořany mezi Modřany a Zbraslaví. Modřanské nádraží je v současnosti[kdy?] využíváno k nákladní dopravě.

## Vlečky

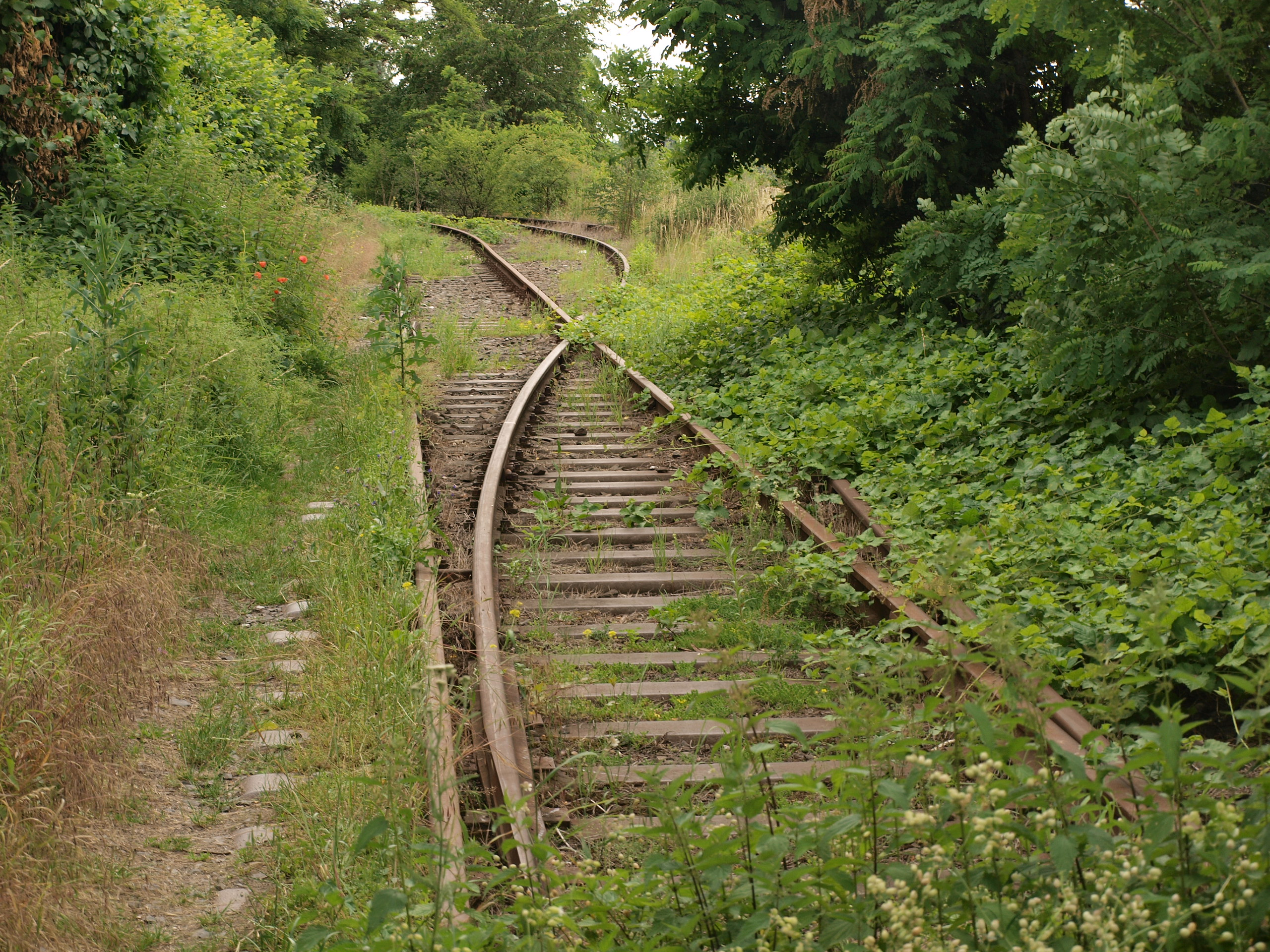
Vlečka do modřanských strojíren Sigma (vpravo se odpojuje krátká kusá kolej)

Do nádraží je zaústěno velké množství vleček, z nichž většina v současné době není využívána. Z komořanského zhlaví se odpojuje také vlečka do modřanských strojíren Sigma, která byla v roce 1995 výjimečně využívána k náhradní železniční dopravě v době výluky autobusové dopravy do Modřan. V té době byla v areálu strojíren nedaleko Komořanské ulice zřízena provizorní zastávka Praha-Komořany. Provoz na vlečce obstarala Středočeská železniční společnost dvěma pronajatými motorovými vozy řady 810.
Dále do stanice ústila zrušená vlečka do čokoládoven Orion, modřanského cukrovaru a modřanské potrubní.

## Praha-Modřany zastávka

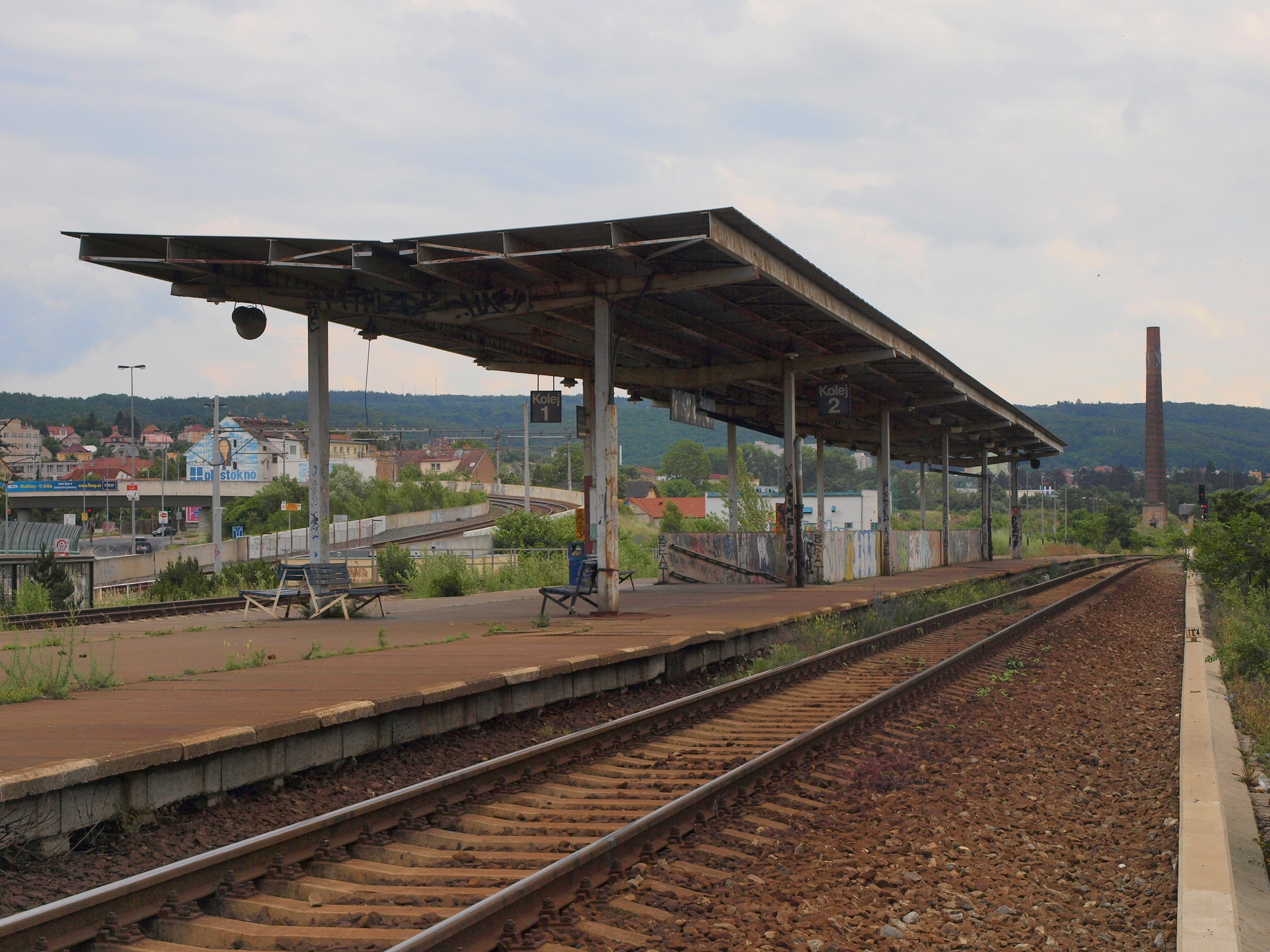
Současná zastávka Praha-Modřany

Vzhledem k vzdálenosti nádraží od samotných Modřan byla v roce 1937 vybudována 1200 metrů severněji zastávka Modřany-městys. Tato zastávka však byla zrušena a demontována při stavbě tramvajové trati do Modřan, která vede v bývalém trasování železnice. Současná modřanská zastávka leží 800 metrů severně od nádraží na přeložce trati z roku 1991.